# Union Sportive Boulogne Côte d'Opale 2007-2008
Questa voce raccoglie le informazioni riguardanti l'Union Sportive Boulogne Côte d'Opale nelle competizioni ufficiali della stagione 2007-2008.

## Rosa
Fonte: 
| N. |                           | Ruolo | Calciatore              |
| -- | ------------------------- | ----- | ----------------------- |
|    | Francia (bandiera)        | P     | Florian Bague           |
|    | Francia (bandiera)        | P     | Jean-François Bédénik   |
|    | Francia (bandiera)        | P     | Mickael Boully          |
|    | Francia (bandiera)        | P     | Richard Trivino         |
|    | Francia (bandiera)        | D     | Aldo Angoula            |
|    | Francia (bandiera)        | D     | Yannick Busin           |
|    | Francia (bandiera)        | D     | Romain Élie             |
|    | Brasile (bandiera)        | D     | Jonas Brignoni          |
|    | Francia (bandiera)        | D     | Anhtony Lecointe        |
|    | Francia (bandiera)        | D     | Thomas Painset          |
|    | Francia (bandiera)        | D     | Damien Perrinelle       |
|    | Francia (bandiera)        | D     | Mathieu Puig            |
|    | Francia (bandiera)        | D     | Nicolas Rabuel          |
|    | Francia (bandiera)        | D     | Jérémie Rodrigues       |
|    | Costa d'Avorio (bandiera) | C     | Lionel Bah              |
|    | Francia (bandiera)        | C     | Pierre-Baptiste Baherlé |
|    | Francia (bandiera)        | C     | Alexandre Cuvillier     |

| N. |                           | Ruolo | Calciatore        |
| -- | ------------------------- | ----- | ----------------- |
|    | Francia (bandiera)        | C     | Guillaume Ducatel |
|    | RD del Congo (bandiera)   | C     | Christian Kinkela |
|    | Francia (bandiera)        | C     | Matthieu Labbe    |
|    | Francia (bandiera)        | C     | Jean Loseille     |
|    | Francia (bandiera)        | C     | Damien Marcq      |
|    | RD del Congo (bandiera)   | C     | Dadi Mayuma       |
|    | Francia (bandiera)        | C     | Guillaume Plessis |
|    | Francia (bandiera)        | C     | Johann Ramaré     |
|    | Francia (bandiera)        | C     | Hakim Saci        |
|    | Francia (bandiera)        | C     | Dadi Sayi-Boka    |
|    | Costa d'Avorio (bandiera) | A     | Narcisse Bonan    |
|    | Francia (bandiera)        | A     | Grégory Carmona   |
|    | Togo (bandiera)           | A     | Mickaël Dogbé     |
|    | Francia (bandiera)        | A     | Serge Liri        |
|    | Francia (bandiera)        | A     | Benjamin Psaume   |
|    | Francia (bandiera)        | A     | Grégory Thil      |